# Islande aux Jeux olympiques d'hiver de 2006
Cet article contient des informations sur la participation et les résultats de l'Islande aux Jeux olympiques d'hiver de 2006 à Turin en Italie. Elle était représentée par cinq athlètes.

## Médailles
|         | Médaille d'or | Médaille d'argent | Médaille de bronze | Total |
| ------- | ------------- | ----------------- | ------------------ | ----- |
| Islande | 0             | 0                 | 0                  | 0     |

## Épreuves

### Ski alpin
- Bjoergvin Bjoergvinsson
- Dagny L. Kristjansdottir
- Kristjan Uni Oskarsson
- Sindri M. Palsson
- Kristinn Ingi Valsson